# The Best Remixes
The Best Remixes é o primeiro extended play (EP) da cantora norte-americana Cyndi Lauper, lançado em 1989 pela Epic/Sony Records, exclusivamente no Japão. A lista de faixas contém seis remixes de canções de sucesso da cantora e conseguiu atingir a posição de #61 nas paradas japonesas, além de receber um disco de ouro no país por vendas de mais de 100 mil cópias. O EP foi relançado em 1996.

## Antecedentes
Durante os seis primeiros anos de sua carreira como solista, Cyndi Lauper gravou apenas dois álbuns de estúdio, que renderam nove singles oficiais (e mais três que foram lançamentos locais e/ou promocionais) e mais dois singles que entraram para trilha sonoras de filmes, a saber: "The Goonies 'R' Good Enough" trilha do filme Os Goonies, de 1985 e "Hole in My Heart (All the Way to China)", trilha sonora do filme Vibes, de 1988, estrelado pela própria Cyndi Lauper.
Além de aparecerem em paradas de sucesso dos Estados Unidos e de vários outros países, algumas dessas canções foram destaques em tabelas de música dance. Os chamados remixes, popularizados durante os anos de 1980, fizeram canções de diferentes artistas terem uma sobrevida graças ao trabalhos de DJs do mundo todo.

## Seleção de canções
Valendo-se dos sucessos dos remixes da cantora, a gravadora Epic resolveu juntar em 1989 os remixes de alguns de seus maiores sucessos comerciais em pistas de dança, dessa forma, o álbum tornou-se o primeiro trabalho fonográfico de retrospectiva de Lauper.
Na seleção, incluiu-se do álbum She's So Unusual a versão estendida de "Girls Just Want to Have Fun" (música que atingiu a posição de #1 na tabela de dance music da Billboard, a Dance Club Songs) a versão "Special Dance Mix" de "She Bop" (#10 na tabela Dance Club Songs) e a versão ao vivo e estendida da canção "Money Changes Everything". 
O álbum True Colors marca presença com seus remixes de "Change of Heart" (a versão estendida; a música apareceu na posição de #4 da Dance Club Songs) e a "Club Version" da canção What's Going On (#17 na tabela Dance Club Songs).
Também foi incluída a versão "Dance Remix" de "The Goonies 'R' Good Enough", intitulada de apenas "Good Enough" no disco (a versão original atingiu a posição de #1 no Japão).

## Recepção comercial
O álbum atingiu a posição de #61 na parada musical japonesa e ganhou um disco de ouro no país.

## Lista de faixas
- Créditos retirados do encarte do EP The Best Remixes, de 1989.[7]

| N.º | Título                                             | Compositor(es)                          | Duração |  |
| 1.  | "Girls Just Want to Have Fun" (Extended Version)   | R.Hazard                                | 6:08    |  |
| 2.  | "She Bop" (Special Dance Mix)                      | C.Lauper, G.Corbett, R.Chertoff, S.Lunt | 6:26    |  |
| 3.  | "Good Enough" (Dance Remix)                        | A.Stead, C.Lauper, S.Broughton Lunt     | 5:27    |  |
| 4.  | "Change of Heart" (Extended Version)               | E.Mohawk                                | 7:55    |  |
| 5.  | "What's Going On" (Club Version)                   | A.Cleveland, M.Gaye, R.Benson           | 6:34    |  |
| 6.  | "Money Changes Everything" (Extended Live Version) | T.Gray                                  | 6:25    |  |

## Tabelas

### Tabelas musicais
| Tabela musical (1989)    | Melhor posição |
| ------------------------ | -------------- |
| Japanese Albums (Oricon) | 61             |

## Certificações e vendas
| Região                                                                                             | Certificação | Vendas   |
| -------------------------------------------------------------------------------------------------- | ------------ | -------- |
| Japão (RIAJ)                                                                                       | Ouro         | 100,000^ |
| *números de vendas baseados somente na certificação ^distribuições baseadas apenas na certificação |              |          |